# Moisiej Charitonow
Moisiej Markowicz Charitonow (ros. Моисе́й Ма́ркович Харито́нов, ur. 17 lutego?/1 marca 1887 w Mikołajowie, zm. 1938) – radziecki działacz partyjny.

## Życiorys
W 1905 wstąpił do SDPRR, kilkakrotnie aresztowany za działalność rewolucyjną. Od 1912 do kwietnia 1917 przebywał na emigracji w Szwajcarii, 16 kwietnia 1917 wrócił do Rosji w zaplombowanym wagonie przez Niemcy i został członkiem Petersburskiego Komitetu SDPRR(b). Od 1917 sekretarz Permskiego Komitetu Gubernialnego SDPRR(b), od stycznia do sierpnia 1918 redaktor „Krasnej Gaziety”, członek Uralskiego Obwodowego Biura KC RKP(b), od 31 października do 11 listopada 1918 komisarz wojskowy (wojenkom) 3 Armii Ukraińskiej (w składzie Armii Czerwonej), później redaktor gazety tej armii. Od marca do listopada 1919 sekretarz odpowiedzialny piotrogrodzkiego komitetu gubernialnego RKP(b), od 24 maja do 22 października 1919 członek Rady Wojskowo-Rewolucyjnej 7 Armii, potem pracował w Zarządzie Politycznym Armii Czerwonej, od maja 1920 do stycznia 1921 szef Oddziału Specjalnego Czeki 7 Armii, od lutego do października 1921 komisarz Kolei Południowo-Zachodniej, następnie sekretarz Uralskiego Biura KC RKP(b). Od 25 kwietnia 1923 do 18 grudnia 1925 członek KC WKP(b), od grudnia 1923 do lipca 1925 I sekretarz Uralskiego Komitetu Obwodowego RKP(b), 1925-1926 sekretarz odpowiedzialny Saratowskiego Komitetu Gubernialnego RKP(b)/WKP(b).
18 grudnia 1927 wykluczony z partii, 22 czerwca 1928 przywrócony w prawach członka WKP(b), został zastępcą przedstawiciela handlowego ZSRR w Wielkiej Brytanii. Aresztowany i w 1935 ponownie wykluczony z WKP(b), skazany na 5 lat zsyłki do Tobolska, po kolejnym aresztowaniu w 1938 został skazany na śmierć i rozstrzelany.